# 1,4-Bis(2-methylstyryl)benzol
1,4-Bis(2-methylstyryl)benzol oder Bis-MSB ist ein Wellenlängenschieber. Er wird organischen Szintillatoren beigemischt, um deren Emissionsspektrum in den sichtbaren Bereich zu verschieben. Das Emissionsmaximum liegt bei 420 nm, die Abklingzeit beträgt 1,2 ns und ist damit etwas kürzer als für POPOP.